# Ahn Jae-hyung
Ahn Jae-hyung (kor. 안재형; ur. 8 stycznia 1965) – południowokoreański tenisista stołowy, brązowy medalista igrzysk olimpijskich, medalista mistrzostw świata i igrzysk azjatyckich, trener tenisa stołowego.
W 1988 roku wziął udział w igrzyskach olimpijskich w Seulu. Wystąpił w jednej konkurencji – zdobył brązowy medal olimpijski w grze podwójnej (razem z Yoo Nam-kyu).
W 1987 roku zdobył dwa brązowe medale mistrzostw świata – w grze podwójnej (wraz z Yoo Nam-kyu) i w grze mieszanej (z Yang Young-ja). W 1988 roku został brązowym medalistą mistrzostw Azji w deblu. W 1986 roku zdobył dwa medale igrzysk azjatyckich – złoty w drużynie i brązowy w deblu.
W 2017 roku został głównym trenerem kobiecej reprezentacji Korei Południowej w tenisie stołowym.